# コスティエール・ド・ニーム
コスティエール・ド・ニーム(Costières de Nîmes)は、フランスのラングドック＝ルシヨン地域圏ガール県のワイン産地（AOC）の名称である。

## 地理
ローヌ川の右岸（西側）の、ニーム市とその周辺の23の村で生産されている。

## 歴史
中心地のニームは、有名なガールの水道橋がある、歴史の古い町だが、ぶどうの栽培歴もフランスでは一番古く、紀元前数世紀に遡ると言われている。
しかし近代には、ボルドーやブルゴーニュなどのほかの産地がワイン文化を発展させたのに対し、この辺りは安価な日常用のワインを大量に生産する地域に甘んじ、ワイン法ができた当時も、AOCより格下のVDQSワインとしてしか認められなかった。AOCを獲得したのは、1986年である。

## 所属問題
この地域は、行政上のラングドック＝ルシヨン地域圏であるが、ローヌ川にも面しており、古くからのローヌワインの産地である、タヴェルやリラックなどと隣接している。ローヌワインといえば、ボルドーやブルゴーニュと並び、フランスワインの「御三家」の一つだが、ラングドックのワインといえば、最近評価は高まってきたものの、まだまだ安ワインのイメージが強い。
AOCに昇格した後も、ラングドックワインから3回移動が行われ、2005年以降はローヌワインのカテゴリーに入っている。そのため、ワイン関連の書籍では、今でもラングドックのワインとして分類してあるものもある。

## ワイン

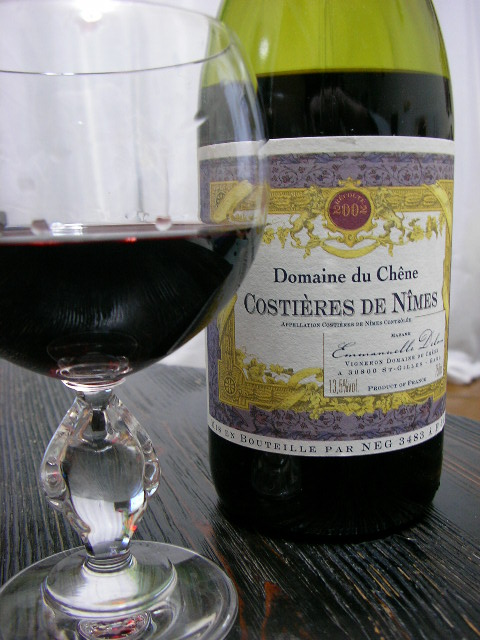

赤、白、ロゼが作られており、赤とロゼはグルナッシュ、シラー、ムルヴェードルを中心に、白はクレレット、グルナッシュ・ブランなど9つのぶどう品種が認められている。通常、二つ以上の品種を混醸して作られる。赤ワインの割合が多い。
赤ワインは、グルナッシュ種特有の、スパイスのような香味のものが多いが、最近シラー種をメインに使った、ヴァニラのような甘い香りと、ナッツあるいはパンなどをトーストしたような香ばしい風味の、いかにもローヌらしい雰囲気のワインも増えてきている。
生産量も多く、比較的安価なものが多い。